# Мурасакі Сікібу
Мураса́кі Сікібу (яп. 紫式部, «Lady Murasaki»; прибл. 973 — 1014 або 1025) — японська романістка, поетеса і особиста помічниця при імператорському дворі в період Хейан. Найбільш відома як авторка роману Повість про Ґендзі, який вважається одним із перших у світі романів, написаних японською мовою приблизно між 1000 і 1012 роками. Мурасакі Сікібу — це псевдонім; її справжнє ім'я невідоме, її ім'ям могло бути Фуджівара Кьоко (яп. 藤原香子, англ. Fujiwara no Kaoruko), яка згадувалася в придворному щоденнику 1007 року як імператорська особиста помічниця.
Традиційно жінкам Хейан не дозволялося вивчати китайську мову, письмову мову уряду, але Мурасакі, вихована в родині свого ерудованого батька, рано виявила прихильність до китайської класики та зуміла вільно оволодіти китайською мовою. Вона вступила в шлюб у віці близько 20-ти і народила доньку Дайні Санмі (яп. 大弐三位, англ. Daini no Sanmi). Її чоловік помер після двох років шлюбу. Невідомо, коли вона почала писати Повість про Ґендзі, але ймовірно, коли вона була в шлюбі або незабаром після того, як овдовіла. Приблизно в 1005 році Фуджівара Мічінаґа (яп. 藤原 道長, англ. Fujiwara no Michinaga) запросив її служити особистою помічницею до імператриці Фуджівари Акіко (яп. 藤原彰子, англ. Fujiwara no Shōshi) при імператорському дворі, ймовірно, через її репутацію письменниці. Під час служби вона продовжувала писати, додаючи до своїх творів сцени з придворного життя. Через 5 чи 6 років вона залишила імператорський двір і переїхала в район озера Біва. Вчені розходяться в думках щодо року її смерті; хоча більшість погоджується з 1014 роком, інші припускають, що вона була жива в 1025 році.
Мурасакі написала збірку віршів Щоденник леді Мурасакі, а також Повість про Ґендзі. Протягом десятиліття після завершення Ґендзі було розповсюджено по всіх провінціях; протягом століття повість була визнана класикою японської літератури і стала предметом наукової критики. Між 1925 і 1933 роками Повість про Ґендзі була видана англійською. Вчені продовжують визнавати важливість її роботи, яка відображає придворне суспільство Хейан у період його розквіту. З 13 століття її роботи ілюстрували японські художники та відомі майстри гравюри на дереві укійо-е.

## Раннє життя
Мурасакі Сікібу народилась прибл. 973 року в Хейан-кьо, Японія, в роду Фуджівара, що походить від Фуджівара Йосіфуса, першого регента Фуджівара в 9 столітті. Рід Фуджівара домінував у придворній політиці до кінця 11-го століття через стратегічні шлюби своїх дочок з членами імператорської родини та використання регентства. Наприкінці 10 і на початку 11 століття Фуджівара Мічінаґа, так званий Мідо Кампаку, видав своїх чотирьох дочок у шлюби з імператорами, що дало йому безпрецедентну владу. Прадід Мурасакі, Фуджівара Канецуґу, належав до вищого ешелону аристократії, але її родинна лінія поступово втрачала владу, і до моменту народження Мурасакі її родина входила до середньої та нижчої ланки аристократії Хейан — рівня губернаторів провінцій. Нижчі чини дворянства зазвичай відправлялися подалі від двору на небажані посади в провінціях і висилалися з централізованого уряду та двору в Кіото.
Незважаючи на втрату статусу, родина мала репутацію серед вчених-чиновників завдяки прадіду та діду Мурасакі по батьківській лінії, обидва були відомими поетами. Її прадід, Фуджівара Канецуґу, створив 56 віршів, включених до 13 із Двадцяти однієї імператорської антології (яп. 勅撰和歌集, англ. Chokusen wakashū), Тридцять шість безсмертних віршів і Ямато моноґатарі (Оповідання про Ямато). Її прадід і дід були дружніми з Кі-но Цураюкі, який став відомим завдяки популяризації японських віршів. Її батько, Фуджівара Таметокі (яп. 藤原 為時, англ. Fujiwara no Tametoki), відвідував Державну Академію Дайґаку-ріо (яп. 大学寮, англ. Daigaku-ryō) і став шановним знавцем китайської класики та поезії; його власний вірш увійшов в антологію. Він вступив на державну службу приблизно в 968 році як другорядний чиновник і отримав посаду губернатора в 996 році, залишаючись на службі приблизно до 1018 року. Мати Мурасакі походила з тієї ж родинної лінії північної Фуджівари, що й Таметокі. У подружжя було троє дітей, син і дві дочки.
В епоху Хейан використання імен, принаймні так, як вони були написані, не відповідало сучасному підходу. Придворна дама, також відома за титулом своєї посади, брала ім'я, що вказувало на ранг або титул родича чоловічої статі. Таким чином, «Сікібу» не є сучасним прізвищем, а відноситься до Сікібу-сьо (яп. 式部省, англ. Shikibu-shō), Міністерства церемоніальних справ, в якому батько Мурасакі був чиновником. «Мурасакі», додаткове ім'я, ймовірно, походить від фіолетового кольору, пов'язаного з гліцинією, значення слова fuji (елемент назви її роду), можливо, було присвоєно їй при дворі як посилання на ім’я, яке вона сама дала головній жіночій героїні «Ґендзі». Мічінаґа згадує імена кількох особистих помічниць у щоденниковому записі 1007 року; одне ім'я, Фуджівара Такако (Кьосі), може бути особистим іменем Мурасакі.
В Японії епохи Хейан чоловіки та дружини вели окремі домогосподарства; діти виховувалися з матір'ю, хоча все ще дотримувалася патрілінійна система. Мурасакі була виключенням з правила, тому що вона жила в будинку свого батька, швидше за все, на вулиці Тераматі в Кіото, зі своїм молодшим братом Нобунорі. Їхня мати померла, можливо, під час пологів, коли вони були зовсім маленькими. Мурасакі мала принаймні трьох зведених братів і сестер, які виховувалися разом із їхніми матерями; вона була дуже близька з однією сестрою, яка померла у віці двадцяти років.
Мурасакі народилася в період, коли Японія ставала все більш ізольованою, після завершення місій в Китаї та зародження сильнішої національної культури. У 9-му і 10-му століттях японська мова поступово стала письмовою мовою завдяки розвитку кани, складового письма заснованого на скороченнях китайських ієрогліфів. За життя Мурасакі чоловіки продовжували формально писати китайською мовою, але кана стала письмовою мовою інтимних стосунків і знатних жінок, заклавши основу для унікальних форм японської літератури.
Брат Мурасакі вивчав китайську мову, готуючись до кар'єри в уряді, а Мурасакі, яка в дитинстві жила в родині свого батька, вивчала класичну китайську мову та опанувала її. У своєму щоденнику вона написала: «Коли мій брат... був маленьким хлопчиком і вивчав китайську класику, я мала звичку слухати його і стала надзвичайно вміло розуміти ті уривки, які він вважав надто важкими для розуміння та запам'ятовування. Батько, найосвіченіша людина, завжди шкодував про це: „Просто пощастило“,— казав він, „Як шкода, що вона не народилася чоловіком!“». Разом зі своїм братом вона вивчала китайську літературу, і, ймовірно, також отримувала навчання з більш традиційних предметів, таких як музика, каліграфія та японська поезія. Освіта Мурасакі була незвичайною. Луїс Перес пояснює в Історії Японії що «жінок ... вважали нездатними до справжнього інтелекту і тому не навчали китайської мови». Мурасакі усвідомлювала, що інші вважали її «претензійною, незграбною, важкодоступною, колючою, надто люблячою її історії, зарозумілою, схильною до віршування, зневажливою, сварливою та презирливою». Дослідник азійської літератури Томас Інге вважає, що вона мала «сильну особистість, яка рідко привертала друзів».

## Шлюб
Аристократичні жінки Хейан жили обмеженим і відлюдним життям, їм дозволялося розмовляти з чоловіками лише коли вони були близькими родичами або членами родини. Автобіографічна поезія Мурасакі показує, що вона спілкувалася з жінками, але мала обмежені контакти з чоловіками, крім свого батька та брата; вона часто обмінювалася віршами з жінками, але ніколи з чоловіками. Проте, на відміну від більшості аристократок її статусу, вона не вступила в шлюб після досягнення статевої зрілості; натомість вона залишалася в родині свого батька до 25 або навіть до 30 років.
У 996 році, коли її батька призначили губернатором провінції Ечізен на чотири роки, Мурасакі поїхала з ним, хоча подорож на таку велику відстань, яка могла тривати 5 днів, була незвичною для знатної жінки того періоду. Вона повернулася до Кіото, ймовірно, у 998 році, щоб вступити в шлюб з другом свого батька Фуджіварою Нобітакою, набагато старшим троюрідним братом. Походячи з тієї ж лінії роду Фуджівара, він був придворним функціонером і чиновником у Міністерстві церемоніальних справ, і мав репутацію талановитого танцюриста та людини, яка використовувала екстравагантний одяг. На момент одруження йому було близько 40, у нього було кілька домогосподарств з невідомою кількістю дружин і нащадків. Товариський і добре відомий при дворі, він мав численні романтичні стосунки, які, можливо, продовжилися після одруження з Мурасакі. За звичаєм вона залишилася в родині батька, де її відвідував чоловік. Нобітака кілька разів призначався губернатором і, ймовірно, був досить багатим, коли одружився з Мурасакі. Інтерпретації їхніх подружніх стосунків відрізняються серед дослідників: Річард Боурінг стверджує, що в них був гармонійний шлюб, тоді як японський літературознавець Харуо Сіране знаходить докази образи на чоловіка у віршах Мурасакі.
У 999 році у Мурасакі народила дочку Кенші (Катайко). Через два роки її чоловік помер під час епідемії холери. Будучи одруженою жінкою, Мурасакі мала слуг, які вели домашнє господарство та піклувалися про її дочку, що давало їй достатньо часу для дозвілля. Вона любила читати і мала доступ до романів (моноґатарі), таких як Такеторі моноґатарі і Ісе моноґатарі. Вчені вважають, що вона могла почала писати Повість про Ґендзі ще до смерті чоловіка; відомо, що вона писала після того, як овдовіла, можливо, в стані скорботи. У щоденнику вона описує свої почуття після смерті чоловіка: «Я почувалася пригніченою та збентеженою. Протягом кількох років моє повсякденне існування було млявим ... я майже нічого не робила, окрім того, як фіксувала плин часу. ... Думка про мою подальшу самотність була нестерпною».
Згідно з легендою, Мурасакі переїхала до храму Ісіямадзі на озері Біва, де серпневої ночі, дивлячись на місяць, пережила натхнення написати Повість про Ґендзі. Хоча вчені відкидають фактичну основу історії про її переїзд до храму, на зображеннях японських художників вона часто дивиться на місяць у храмі Ісіямадзі, щоб отримати натхнення. За одним із припущень, їй доручили написати роман і вона знала придворного у вигнанні, який займав таке ж становище, як і герой її роману Принц Ґендзі. Мурасакі могла поширювати нещодавно написані глави Ґендзі друзям, які, у свою чергу, копіювали їх і поширювали далі. Завдяки цій практиці роман став відомим, і вона здобула репутацію письменниці.
У віці близько 30 років Мурасакі стала особистою помічницею (nyōbō) при дворі, швидше за все завдяки репутації письменниці. Чіеко Мулхерн пише в збірнику «Японські письменниці, біографічний критичний збірник», що вчені дивуються, чому Мурасакі зробила такий крок у порівняно пізній період свого життя. Її щоденник свідчить про те, що вона обмінювалася віршами з Мічінаґою після смерті чоловіка, що призвело до припущень, що вони могли бути коханцями. Боурінг не бачить доказів того, що вона з'явилась при дворі як кохана Мічінаґи, хоча він запросив її до двору, не дотримуючись офіційних каналів. Малхерн вважає, що Мічінаґа хотів мати Мурасакі при дворі, щоб вона могла навчати його доньку Сьоші.

## Придворне життя

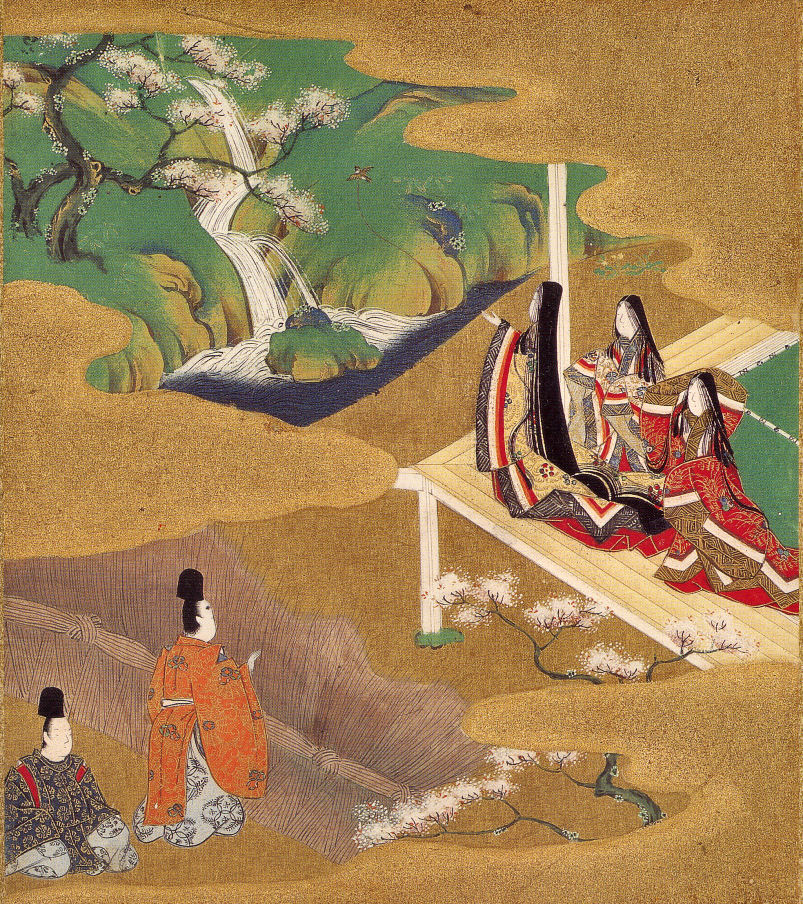
Ямато-е школи Тоса, яке зображує придворних Хейан — жінок, одягнених у Дзюні-хітое (十二単) із волоссям до підлоги, від середини до кінця XVII століття, автор Тоса Міцуокі.

Культура Хейан і придворне життя досягли піку на початку 11 століття. Населення Кіото зросло приблизно до 100 000, в той самий час знать ставала все більш ізольованою в палаці Хейан на урядових посадах і при дворі. Придворні стали надмірно витонченими, не мали чим зайнятися, ізольованими від реальності, зайнятими дрібницями придворного життя, звернувшись до мистецьких спроб. Емоції зазвичай виражали за допомогою художнього використання текстилю, ароматів, каліграфії, кольорового паперу, поезії та багатошаровості одягу в приємних кольорових комбінаціях — відповідно до настрою та пори року. Ті, хто виявляли неспроможність дотримуватися загальноприйнятої естетики, швидко втрачали популярність, особливо при дворі. Популярні розваги для дворянок Хейан, які дотримувалися суворої моди на волосся до підлоги, білу шкіру та чорні зуби, включали любовні романи, створення поезії і ведення щоденників. Література, написана придворними жінками Хейан, визнана одним із найперших і найкращих зразків літератури, написаних за японським каноном.

### Конкуруючі двори і жінки-поетеси
Коли в 995 році два брати Мічінаґи Фуджівара Мітітака і Фуджівара Мітікане померли, залишивши регентство вакантним, Мічінаґа швидко виграв боротьбу за владу проти свого племінника Фуджівари Коречіки (брата Тейші, дружини імператора Ітідзьо), і, за допомогою своєї сестри Сенші, взяв владу. Тейші підтримувала свого брата Коречіку, який був дискредитований і вигнаний із двору в 996 році після скандалу, пов'язаного з його стріляниною у імператора Кадзана, який залишив посаду, в результаті чого вона втратила владу. Чотири роки потому Мічінаґа відіслав Сьоші, свою старшу доньку, до гарему імператора Ітідзьо, коли їй було близько 12 років. Через рік після того, як Сьоші увійшла до імператорського гарему, намагаючись підірвати вплив Тейші та підвищити становище Сьоші, Мічінаґа назвав її імператрицею, хоча цей титул вже мала Тейші. Як пояснює історик Дональд Шівлі, «Мічінаґа шокував навіть своїх шанувальників, організувавши безпрецедентне одночасне визнання Тейші (Садако) і Сьоші імператрицями одного і того самого імператора; Тейші мала звичайний титул „Блискуча спадкоємиця“ (яп. kōgō) а Сьоші — „Внутрішня феодальна володарка“ (яп. chūgū), топонімічний еквівалент, придуманий для цієї нагоди». Приблизно через п'ять років Мічінаґа привів Мурасакі до двору Сьоші на посаду, яку Боурінг описує як компаньйона-вихователя.
Жінки з високим статусом жили усамітнено при дворі і через стратегічні шлюби використовувалися для отримання політичної влади для своїх родин. У випадку Сьоші та інших подібних шлюбів із членами імперського клану це дозволило клану жінки здійснювати вплив на імператора — так Мічінаґа та інші регенти Фуджівара досягли своєї влади. Попри свою ізольованість, деякі жінки мали значний вплив, який часто досягався через конкуруючі салони, залежно від знатності тих, хто їх відвідували. Мати Ітідзьо та сестра Мічінаґи, Сенші, мали впливовий салон, і Мічінаґа, ймовірно, хотів, щоб Сьоші оточила себе досвідченими жінками, такими як Мурасакі, щоб створити конкуруючий салон.
Сьоші було від 16 до 19 років, коли Мурасакі приєдналася до її двору, у 1005 або 1006 роках. За словами Артура Вейлі, Сьоші була серйозно налаштованою молодою жінкою, чиє життя було розділене між домом її батька та її двором в Імператорському палаці. Вона об'єднала навколо себе талановитих письменниць, таких як Ідзумі Сікібу та Акадзоме Емон — авторку ранньої народної історії, «Повість про квітучу долю». Суперництво, яке існувало між жінками, стає очевидним із щоденника Мурасакі, де вона зневажливо написала про Ідзумі: «Ідзумі Сікібу — кумедна письменниця; але в ній є щось не дуже задовільне. Вона має дар кидатися в неформальні композиції, пишучи недбало без зупинки; але в поезії їй потрібен або цікавий предмет, або якийсь класичний взірець для наслідування. Насправді, мені здається, що сама по собі вона взагалі не поетеса».
Сей Сьонаґон, авторка Записок в узголів'ї, служила особистою помічницею Тейші, коли Сьоші приєдналася до двору; існує можливість, що Мурасакі була запрошена до двору Сьоші як суперниця Сьонаґон. Тейші померла у 1001 році, ще до того, як Мурасакі вступила на службу до Сьоші, тому обидві письменниці не були при дворі одночасно, але Мурасакі, яка писала про Сьонаґон у своєму щоденнику, безперечно знала про неї, і певною мірою перебувала під її впливом. Записки в узголів'ї Сьонаґон, можливо, були замовлені як вид пропаганди, щоб висвітлити двір Тейші, відомий своїми освіченими особистими помічницями, у найкращому світлі. Японський літературознавець Джошуа Мостоу вважає, що Мічінаґа додав Мурасакі до двору Сьоші як таку ж або краще освічену жінку, щоб зобразити двір Сьоші в подібному світлі.
Письменниці мали різні темпераменти: Сьонаґон була дотепною, розумною і відвертою; Мурасакі була замкнутою і чутливою. Записи в щоденнику Мурасакі показують, що вони, можливо, не були в добрих стосунках. Мурасакі писала: «Сей Сьонаґон... була жахливо зарозумілою. Вона вважала себе такою розумною, засмічувала свій текст китайськими ієрогліфами, [що] залишало бажати кращого». Кін вважає, що на враження Мурасакі від Сьонаґон могли вплинути Сьоші та жінки при її дворі, оскільки Сьонаґон служила імператриці-суперниці Сьоші. Більш того, він вважає, що Мурасакі була запрошена до двору, щоб написати Ґендзі у відповідь на популярні Записки в узголів'ї Сьонаґон. Мурасакі різними способами протиставляла себе Сьонаґон. Вона принижувала жанр Записок в узголів'ї, і, на відміну від Сьонаґон, яка хизувалась своїм знанням китайської, Мурасакі вдавала, що не знає цієї мови, вважаючи її претензійною та манірною.

### «Леді Хроніка»
Попри те, що популярність китайської мови зменшилася в пізню епоху Хейан, китайські балади продовжували бути популярними, включно з тими, які написав Бо Цзюй-і. Мурасакі викладала китайську мову Сьоші, яка цікавилась китайським мистецтвом і баладами Цзюй-і. Ставши імператрицею, Сьоші встановила ширми, прикрашені китайським шрифтом, що викликало обурення, оскільки письмова китайська вважалася мовою чоловіків, використовуваною далеко від жіночих приміщень. Вивчення китайської мови вважалося таким, що не лічить жінці, і суперечило уявленню про те, що лише чоловіки повинні мати доступ до літератури. Жінкам дозволялося читати й писати лише японською мовою, що відокремлювало їх від уряду та влади через їхню мову. Мурасакі, з її нетрадиційною класичною китайською освітою, була однією з небагатьох жінок, які могли навчати Сьоші класичної китайської мови. Боурінг пише, що те, що Мурасакі знала китайську мову і навчала цій мові Сьоші, було «майже крамольним». Мурасакі, яка стримано ставилася до своєї китайської освіти, проводила уроки з Сьоші таємно, записуючи у своєму щоденнику: «З минулого літа ... дуже таємно, у різні моменти часу, у випадках коли нікого не було поруч, я проводила читання з Її Величністю ... Звичайно, мова не йшла про офіційні уроки ... Я вважала за краще нікому нічого не говорити про це».
Ймовірно, Мурасакі отримала неоднозначне прізвисько, «Леді Хроніка» (Nihongi no tsubone) за те, що викладала китайську літературу Сьоші. Особиста помічниця, яка не любила Мурасакі, звинуватила її в тому, що вона виставляє напоказ свої знання китайської мови, і почала називати її «Леді Хроніка» — натяк на класичні Хроніки Японії — після випадку, коли глави з Ґендзі читали вголос імператору та його придворним, один із яких зауважив, що авторка показала високий рівень освіченості. Мурасакі написала у своєму щоденнику: «Як це безглуздо! Хіба я, яка вагалася розкривати свої знання своїм жінкам вдома, коли-небудь подумала би зробити це при дворі?». Хоча це прізвисько, очевидно, мало бути зневажливим, Малхерн вважає, що воно було лестивим для Мурасакі.
Ставлення до китайської мови було суперечливим. При дворі Тейші китайська мова виставлялася напоказ і вважалася символом імперського правління та вищості. Тим не менш, у салоні Сьоші була велика ворожість до цієї мови — можливо, через політичну доцільність у період, коли китайська мова почала відкидатися на користь японської — хоча сама Сьоші вивчала цю мову. Ворожнеча могла вплинути на Мурасакі та її думку про двір і змусила її приховати своє знання китайської мови. На відміну від Сьонаґон, яка була водночас показною та кокетливою, а також відкритою щодо свого знання китайської мови, Мурасакі, схоже, була скромною, що, можливо, вразило Мічінаґу. Хоча Мурасакі використовувала китайську мову та включила її у своє писання, вона публічно відкинула цю мову, що було похвальним ставленням у період розквіту японської культури.
Мурасакі, здається, була незадоволена придворним життям і була замкненою і похмурою. Немає збережених записів, які вказують на те, що вона брала участь у поетичних конкурсах; вона, здається, обмінялася кількома віршами чи листами з іншими жінками під час своєї служби. Загалом, на відміну від Сьонаґон, щоденник Мурасакі створює враження, що їй не подобається придворне життя, інші особисті помічниці та п'яні гулянки. Однак вона і особиста помічниця на ім'я леді Сайшо стали близькими друзями, і вона написала про зими, які їй подобалися: «Я люблю бачити тут сніг».
За словами Вейлі, Мурасакі, можливо, не була незадоволена придворним життям загалом, але їй було нудно при дворі Сьоші. Він припускає, що вона воліла б служити з леді Сенші, чий двір, здається, був менш суворим і більш легковажним. У своєму щоденнику Мурасакі написала про двір Сьоші: «[вона] зібрала навколо себе кілька дуже гідних молодих леді ... Її Величність починає набувати більше життєвого досвіду і більше не судить інших за такими ж жорсткими стандартами, як раніше, але тим часом її двір отримав репутацію надзвичайної нудьги».

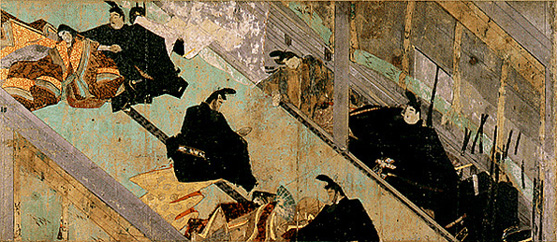
На цій картині XIII століття з Мурасакі Сікібу Ніккі Емакі (紫式部日記絵巻), зображено п'яних, розладнаних і невпорядкованих придворних Хеян, які жартують і фліртують із придворними дамами.

Мурасакі дратували чоловікі при дворі, яких вона вважала п'яними та дурними. Однак деякі вчені, такі як Вейлі, впевнені, що вона мала романтичні стосунки з Мічінаґою. Принаймні, Мічінаґа переслідував її та сильно тиснув на неї, і записи про флірт Мурасакі з Мічінаґою можна простежити в її щоденнику аж до 1010 року. Проте вона написала йому у вірші: «Ти не читав моєї книги і не завоював моєї любові». У своєму щоденнику вона пише, що їй довелося уникати загравання Мічінаґи — однієї ночі він пробрався до її кімнати, вкравши щойно написану главу Ґендзі. Однак заступництво Мічінаґи було необхідне, щоб вона могла продовжувати писати. Мурасакі описала придворну діяльність своєї доньки: розкішні церемонії, складні залицяння, «складність шлюбної системи», також вона детально описала народження двох синів Сьоші.
Ймовірно, Мурасакі любила писати на самоті. Вона вважала, що погано вписується в загальну атмосферу двору, і писала про себе: «Я поглинена вивченням стародавніх історій... живу весь час у власному поетичному світі, ледь усвідомлюючи існування інших люди .... Але коли вони знайомляться зі мною, то, на свій крайній подив, виявляють, що я добра і ніжна». Інґе каже, що вона була надто відвертою, щоб заводити друзів при дворі, а Малхерн вважає, що придворне життя Мурасакі було відносно тихим порівняно з іншими придворними поетами. Малхерн припускає, що її зауваження щодо Ідзумі були спрямовані не стільки на поезію Ідзумі, скільки на її поведінку, відсутність моралі та її придворних зв'язків, які Мурасакі не схвалювала.
Ранг був важливий у придворному суспільстві Хейан, і Мурасакі не вважала, що має багато спільного з вищими й могутнішими Фуджіварами. У своєму щоденнику вона писала про своє життя при дворі: «Я усвідомлювала, що моя лінія роду була дуже скромною; але ця думка рідко мене хвилювала, і в ті дні я була справді далека від болісного усвідомлення неповноцінності, яке робить життя при дворі постійною мукою для мене». Посада при дворі підвищила б її суспільний статус, але, що важливіше, вона отримала більше досвіду, про який могла писати. Її досвід придворного життя добре відображено в розділах Ґендзі, написаних після того, як вона приєдналася до Сьоші. Швидше за все, вона отримала ім'я Мурасакі одного разу під час придворної вечері, про що вона записала у своєму щоденнику: у 1008 році відомий придворний поет Фуджівара Кінто запитав про «Молодого Мурасакі» — натяк на персонажа на ім'я Мурасакі в Ґендзі  — що вважалося б компліментом від придворного чоловіка-поета жінці-письменниці.

## Пізніше життя і смерть

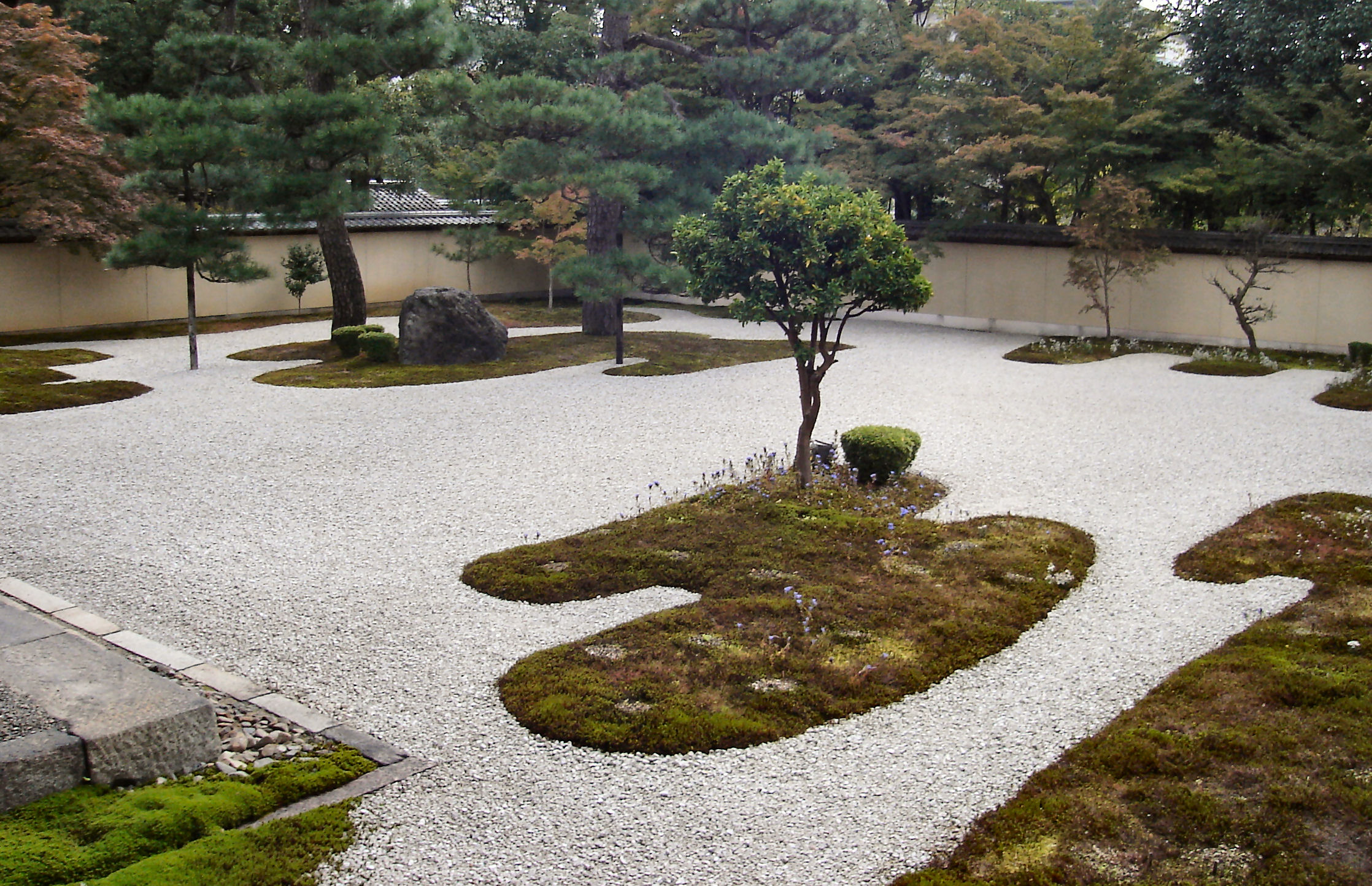
Сад Ґендзі в Росан-дзі (廬山寺), храмі в Кіото, пов'язаному з її колишнім особняком

Коли імператор Ітідзьо помер у 1011 році, Сьоші залишила імператорський палац, щоб жити в особняку Фуджівара в Біва, швидше за все, у супроводі Мурасакі, яка, згідно з записами, була там із Сьоші в 1013 році. Джордж Астон пояснює, що коли Мурасакі залишила двір, вона знову була пов'язана з Ісіямадзі: «Кажуть, що Мурасакі Сікібу залишила двір, щоб присвятити решту своїх днів літературі та релігії. Однак є скептики, одним з яких є Мотоорі, які відмовляються вірити в цю історію, вказуючи ... що вона несумісна з відомими фактами. З іншого боку, в храмі представлена саме та кімната, де було написано Ґендзі — з чорнильною плиткою, яку використовувала авторка, і буддійською сутрою, написаною її рукою — цих експонатів може бути достатньо, щоб переконати простих відвідувачів храму, навіть якщо вони не задовольняють критика».
Мурасакі, ймовірно, померла у 1014 році. Її батько поспішно повернувся до Кіото зі свого поста в провінції Етіґо того року, можливо, через її смерть. У книзі «Міст мрій: поетика Повісті про Ґендзі», Шіране згадує, що 1014 рік є загальноприйнятою датою смерті Мурасакі Сікібу, а 973 рік — датою її народження, тобто на момент смерті їй виповнився 41 рік. Боурінг вважає 1014 рік спекулятивним і вважає, що вона, можливо, жила з Сьоші принаймі до 1025 року. Вейлі погоджується, враховуючи, що Мурасакі, можливо, була присутня разом із Сьоші на церемоніях, які проводилися для сина Сьоші, імператора Ґо-Ітідзьо близько 1025 року.
Брат Мурасакі Нобунорі помер приблизно в 1011 році, що, у поєднанні зі смертю його дочки, могло спонукати її батька залишити свій пост і прийняти обітницю в храмі Міі-дера, де він помер у 1029 році. Донька Мурасакі вступила на службу при дворі в 1025 році як годувальниця майбутнього імператора Ґо-Рейдзея (1025–1068). Згодом вона стала відомою поетесою Дайні Санмі.

## Літературна творчість

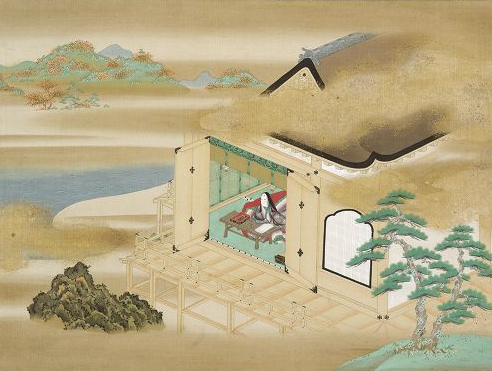
Мурасакі, яка пише в в Ісіямадзі, зображена на цій шовковій картині кінця XVII століття на фронтоні Гарвардського альбому Ґендзі. Автор — Тоса Міцуокі, зберігається в Музеї Саклера.

Мурасакі приписують три твори: Повість про Ґендзі, Щоденник леді Мурасакі і Поетичні спогади, збірку зі 128 віршів. Її роботи вважаються важливими для відображення створення та розвитку японської писемності в період переходу японської мови від неписемної народної мови до письмової. До 9-го століття японські тексти були написані китайськими ієрогліфами за допомогою системи письма манйоґана. Революційним досягненням стала розробка кани, справжнього японського письма, у середині-кінці 9 століття. Японські автори почали писати прозу своєю мовою, що призвело до появи таких жанрів, як оповідання (моноґатарі) та поетичні журнали (Ніккі Бунгаку). Історик Едвін Райшауер пише, що такі жанри, як моноґатарі, були виразно японськими, а «Ґендзі», написаний за допомогою кани, «був видатним твором того періоду».

### Щоденник і поезія

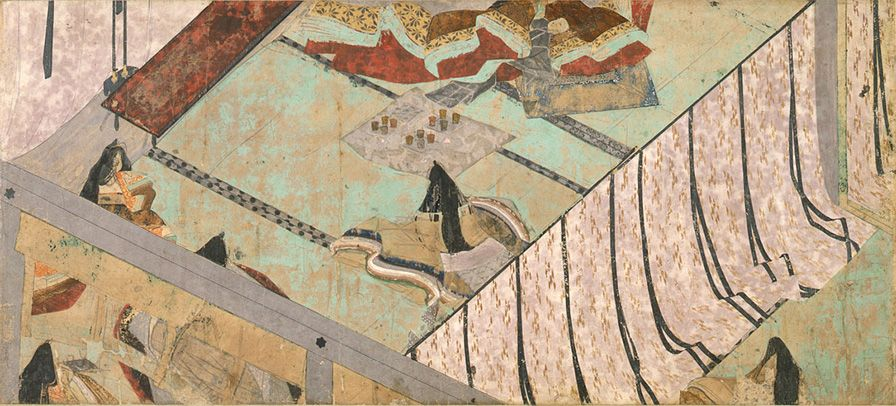
Ілюстрація (емакі) XIII століття Щоденника леді Мурасакі, на якій зображена імператриця Сьоші з немовлям-імператором Ґо-Ітідзьо та особистими помічницями, які усамітнюються за Кіцчу (几帳).

Мурасакі почала вести свій щоденник після того, як вступила на службу до двору Сьоші. Значна частина того, що відомо про неї та її досвід при дворі, походить із щоденника, який охоплює період приблизно з 1008 по 1010 рік. Довгі описові уривки, деякі з яких, можливо, виникли як листи, розповідають про її стосунки з іншими особистими помічницями, темперамент Мічінаґи, народження синів Сьоші — в особняку Мічінаґи, а не в імператорському палаці — і процес написання Ґендзі, включаючи описи передачі щойно написаних розділів каліграфам для переписування. Типово для придворних щоденників того часу, написаних на честь покровителів, Мурасакі присвячує половину записів народженню сина Сьоші, імператора Ґо-Ітідзьо, події надзвичайної важливості для Мічінаґи: він планував її з одруженням своєї доньки, що зробило його дідом і фактичним регентом імператора.
Поетичні спогади — це збірка зі 128 віршів, які Малхерн описує як «впорядковані в біографічній послідовності». Оригінальний набір втрачено. Відповідно до звичаю, вірші передавали від людини до людини і часто копіювали. Деякі, здається, були написані для коханця — можливо, для її чоловіка перед його смертю, — але, можливо, вона просто дотримувалася традиції та писала прості вірші про кохання. Вони містять біографічні подробиці: вона згадує померлу сестру, візит до провінції Ечізен з батьком і те, що вона писала вірші для Сьоші. Вірші Мурасакі були опубліковані в 1206 році Фуджівара Тейка у збірці, яка, на думку Малхерна, є найближчою до оригінальної форми; приблизно в той самий час Тейка включив вибірку творів Мурасакі до імперської антології, Нові збірки стародавніх і сучасних часів.

### Повість про Ґендзі
Мурасакі найбільш відома своїм романом Повість про Ґендзі, який складається з трьох частин і охоплює 1100 сторінок і 54 розділи, і вважається, що на його написання пішло десять років. Найперші розділи, ймовірно, були написані для приватного замовника або під час її шлюбу, або незабаром після смерті її чоловіка. Вона продовжувала писати, перебуваючи при дворі і, ймовірно, закінчила роман ще на службі у Сьоші. Щоб створити твір такого обсягу, їй потрібне було б заступництво. Мічінаґа забезпечив її дорогим папером і чорнилом, а також каліграфами. Перші рукописні томи, ймовірно, були зібрані та переплетені особистими помічницями.

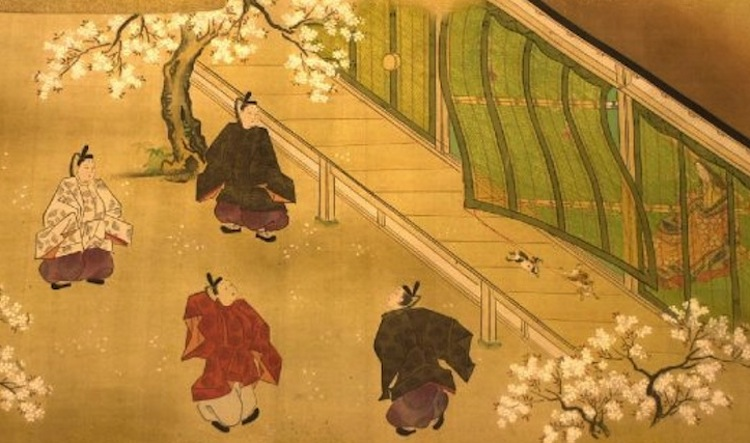
Шовковий сувій кінця 17 або початку 18 століття, що зображує сцену з 34-го розділу Повісті про Ґендзі, де зображені чоловіки, які граються в саду, за якими спостерігає жінка, яка сидить за ширмою.

У своїй роботі «Насолоди японської літератури», Кін стверджує, що Мурасакі написала «найвищий твір японської художньої літератури», спираючись на традиції придворних щоденників вака та раніші моноґатарі, написані сумішшю китайського та японського шрифтів, такі як Такеторі моноґатарі або Ісе моноґатарі. Вона використовувала та змішувала стилі з історії Китаю, наративної поезії та сучасної японської прози. Адольфсон пише, що накладання офіційного китайського стилю на повсякденні предмети призвело до відчуття пародії чи сатири, надаючи їй характерний голос. Ґендзі дотримується традиційного формату моноґатарі — оповідання казки — що особливо помітно в підході до використання оповідача, але Кін стверджує, що Мурасакі розвинула жанр далеко за його межі, таким чином створивши форму, яка є цілком сучасною. Історія «сяйного принца» Ґендзі розгортається наприкінці 9-го — на початку 10-го століть, і Мурасакі усунула з неї елементи казки та фантазії, які часто зустрічаються в попередніх моноґатарі.
Основні думки в Ґендзі є спільними для цього періоду, і Шівлі визначає їх як втілення «тиранії часу та неминучого горя романтичного кохання». Основною темою є крихкість життя, «сум людського існування» (моно-но аваре), термін, використаний понад тисячу разів у Ґендзі. Кін припускає, що у своїй історії про «сяйного принца» Мурасакі, можливо, створила для себе ідеалістичну втечу від придворного життя, яке їй здалося не дуже приємним. В образі принца Ґендзі вона сформувала талановитого, миловидного, витонченого, але водночас людяного та чуйного головного героя. Кін пише, що Ґендзі дає можливість краще зрозуміти період Хейан,  наприклад, той факт, що любовні зв'язки процвітали, хоча жінки зазвичай залишалися непоміченими за ширмами, шторами чи фусумами.
Хелен Маккалоу описує твори Мурасакі як такі, що мають універсальну привабливість, і вважає, що Повість про Ґендзі «виходить за межі як жанру, так і епохи. Основна тема та місце дії — кохання при дворі Хейан — відносять роман до категорії романтичної літератури, культурні припущення відносять його до середини періоду Хейан, але унікальний геній Мурасакі Сікібу зробив твір потужним свідченням для багатьох про людські стосунки, неможливість постійного щастя в коханні ... і життєво важливе значення чутливості до почуттів інших у світі смутку». Принц Ґендзі розпізнає в кожній своїй коханій внутрішню красу жінки та крихкість життя, що, на думку Кіна, робить його героїчним. Роман став популярним: імператор Ітідзьо наказав прочитати йому роман, хоча він був написаний японською мовою. Відомо, що до 1021 року всі глави були готові, і роман користувався попитом у провінціях, де він ще не був поширений.

## Спадщина
Репутація та вплив Мурасакі не зменшилися з часів її життя, коли вона разом з іншими письменницями Хейан відіграла важливу роль у розвитку письмової японської мови. Її твори були обов'язковими для читання придворними поетами ще в 12 столітті, коли її творчість почали вивчати вчені, які створювали авторитетні версії та критику. Протягом століття після її смерті вона була високо оцінена як класична письменниця. У 17 столітті роботи Мурасакі стали символом конфуціанської філософії, і жінок заохочували читати її книги. У 1673 році Кумадзава Бансан (яп. 熊沢 蕃山, англ. Kumazawa Banzan) стверджував, що її твори були цінними своєю чутливістю та зображенням емоцій. Він писав у своїх Дискурсивних коментаріях до Ґендзі, що коли «люди не розуміють почуттів інших людей, втрачається гармонія п'яти людських стосунків».
Повість про Ґендзі копіювалася та ілюструвалася в різних формах протягом століть після смерті Мурасакі. Ґендзі Моноґатарі Емакі — ілюстрований сувій пізньої епохи Хейан 12 століття, що складається з чотирьох сувоїв, 19 малюнків і 20 аркушів каліграфії. Ілюстрації, остаточно датовані між 1110 і 1120 роками, були попередньо приписані Фуджіварі Такачіка, а каліграфія — багатьом відомим каліграфам того часу. Сувій зберігається в музеї Гото і художньому музеї Токугави.
Жіноча чеснота була пов'язана з літературними знаннями в 17 столітті, що призвело до попиту на артефакти, натхненні Мурасакі або Ґендзі, відомі як ґендзі-е. Комплекти приданого, прикрашені сценами з Ґендзі або ілюстраціями з Мурасакі, стали особливо популярними для знатних жінок: у 17 столітті ґендзі-е символічно наділяло наречену підвищеним рівнем культурного статусу; до 18 століття вони стали символом сімейного успіху. У 1628 році донька Токуґави Ієміцу виготовила набір лакових коробочок для свого весілля; принц Тошітада отримав пару шовкових ширм ґендзі-е, намальованих Кано Тан'ю як весільний подарунок у 1649 році.
Мурасакі стала популярною темою картин та ілюстрацій, що висвітлюють її як доброчесну жінку та поетесу. На картинах часто зображують, як вона сидить за своїм столом у храмі Ісіямадзі та дивиться на місяць, шукаючи натхнення. У 17 столітті Тоса Міцуокі присвятив їй висячі сувої. Повість про Ґендзі стала улюбленою темою японських художників укійо-е протягом століть, і такі художники, як Хіросіґе, Кійонага та Утамаро створили ілюстрації до різних видань роману. Хоча раннє мистецтво, пов'язане з Ґендзі, вважалося символом придворної культури, до середини періоду Едо масове виробництво гравюр укійо-е зробило ілюстрації доступними для самураїв і простолюдинів.
В Роздумах про „Повість про Ґендзі“ Шіране зауважує, що «Повість про Ґендзі стала багатогранним твором для найрізноманітніших аудиторій у багатьох різних середовищах протягом тисячі років ... незрівнянним з жодним іншим японським текстом чи артефактом». Твір і його авторка були популяризовані завдяки різноманітним ілюстраціям: емакі (ілюстровані ручні сувої); японська ширма (розпис ширми), укійо-е (гравюри по дерему); фільми, комікси, а в сучасний період — манґа. У своїй белетризованій розповіді про життя Мурасакі, Повість про Мурасакі: роман, Ліза Делбі описує роман Мурасакі під час її подорожі з батьком до провінції Ечізен.

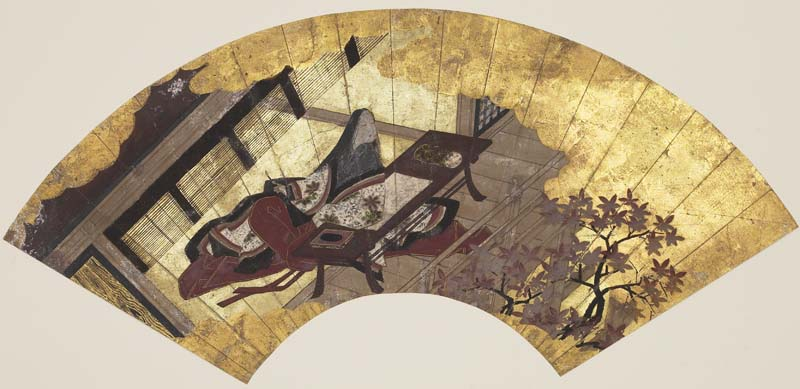
Віяло з чорнильним і золотим папером XVII століття, на якому зображено письмо Мурасакі

Повість про Ґендзі визнана безсмертною класикою. Маккалоу пише, що Мурасакі «є типовою представницею унікального суспільства і письменницею, яка говорить про універсальні людські проблеми непідвладним часу голосом. Японія не бачила іншого такого генія». Кін пише, що «Повість про Ґендзі» продовжує захоплювати, тому що в романі герої та їхні проблеми універсальні. Коли в 1933 році був опублікований переклад Вейлі (Повість про Ґендзі: роман у шести частинах), рецензенти порівнювали Ґендзі з Остін, Прустом і Шекспіром. Малхерн каже про Мурасакі, що вона схожа на Шекспіра, який представляв його єлизаветинську Англію, оскільки вона вловила суть двору Хейан і як романістка «досягнула успіху, можливо, навіть понад її власні очікування». Як і Шекспір, її творчість є предметом багатьох критичних оглядів та книг.

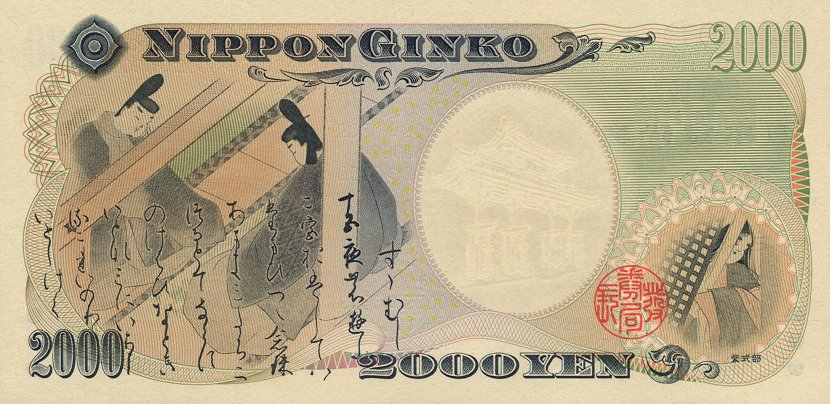
Дизайн купюри номіналом 2000 єн був створений на честь Мурасакі.

У 2008 році в Кіото відбулося річне святкування 1000-річчя Ґендзі з поетичними конкурсами, відвідуванням музею «Повісті про Ґендзі» в Удзі та Ісіямадзі (де демонструвалась фігура Мурасакі в натуральну величину за її столом), костюмовану виставу жінок, одягнених у традиційні 12-шарові дзюні-хітое (яп. 十二単, англ. Jūnihitoe) двору Хейан і перуки довжиною до щиколотки. Авторка та її роботи надихнули на створення музейних експонатів і спін-оффів в формі манґа про Ґендзі. Дизайн зворотнього боку першої банкноти номіналом 2000 єн вшановував її та повість про Ґендзі. На її честь названо рослину з фіолетовими ягодами.
Альбом Ґендзі, датований 1510 роком лише в 1970-х роках, зберігається в Гарвардський університет. Альбом вважається найранішим у своєму роді та складається з 54 картин Тоси Міцунобу та 54 аркушів каліграфії, написаних майстрами каліграфії на папері шикіші п'ятьма кольорами. Сторінки зберігаються у футлярі, датованому періодом Едо, з шовковим фронтисписом, намальованим Тосою Міцуокі, датованим приблизно 1690 роком. Альбом містить автентифікаційні смужки Міцуокі, що підтверджують автентичність картин його предка у 16 столітті.

## Переклади українською
- Мурасакі Сікібу. Повість про Ґендзі. Книга 1 / пер. з яп. Іван Дзюб. — Х. : Фоліо, 2018. — 480 с. — ISBN 978-966-03-8063-9.
- Мурасакі Сікібу. Повість про Ґендзі. Книга 2 / пер. з яп. Іван Дзюб. — Х. : Фоліо, 2020. — 480 с. — ISBN 978-966-03-9133-8.
- Мурасакі Сікібу. Повість про Ґендзі. Книга 3 / пер. з яп. Іван Дзюб. — Х. : Фоліо, 2022. — 576 с. — ISBN 978-966-03-9922-8.

## Пояснювальні примітки
1. ↑  Боурінг вважає, що роком її народження, швидше за все, був 973 рік; Малхерн вважає, що Мурасакі Сікібу народилась між 970 і 978 роками, а Уейлі стверджує, що це був 978 рік. Див. Bowring (2004), 4; Mulhern (1994), 257; Waley (1960), vii.
2. ↑  У записі названо сім жінок, справжні імена чотирьох з яких відомі. З решти трьох жінок одна не була Фуджівара, інша мала високий ранг і, отже, мала бути старшою, залишаючи можливість того, що третя, Фуджівара Такако, була Мурасакі. Див. Tsunoda (1963), 1–27.